# 津田地区
津田地区（つだちく）は、徳島県徳島市の中心部より南部に位置する地区のひとつ。

## 地理
勝浦川河口左岸、園瀬川河口右岸に位置し、紀伊水道に面する。中世には島であったものと思われ、津田島と見える。北部は津田木材団地を形成し工場が立ち並んでいる他、2016年までオーシャン東九フェリー乗り場があり、港町としての姿が窺える。
東部を園瀬川、南部を勝浦川が流れており、地区内の河川のほとんどが園瀬川支流である。地区のほぼ中心には阿波狸合戦ゆかりの地でもある津田山が聳える。

### 属している地域
- 津田町、津田本町、津田西町、津田浜之町、津田海岸町、新浜町、新浜本町、西新浜町

### 山岳
| 山     | 標高  |                        |
| ------ | ----- | ---------------------- |

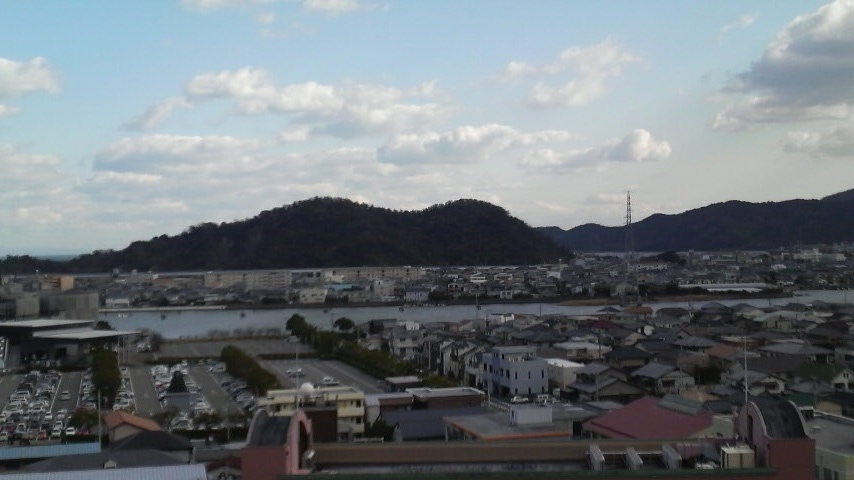
津田山

| 津田山 | 77.7m | 阿波狸合戦ゆかりの地。 |

### 河川
| 河川     | 備考                     |
| -------- | ------------------------ |
| 勝浦川   | 二級河川・勝浦川の本流。 |
| 園瀬川   | 吉野川水系の主要河川。   |
| 新町川   | 吉野川水系の主要河川。   |
| 大松川   | 新町川の支流。           |
| 大岡川   | 園瀬川の支流。           |
| 多々羅川 | 園瀬川の支流。           |
| 新川     | 園瀬川の支流。           |
| 千切山川 | 園瀬川の支流。           |

### 画像

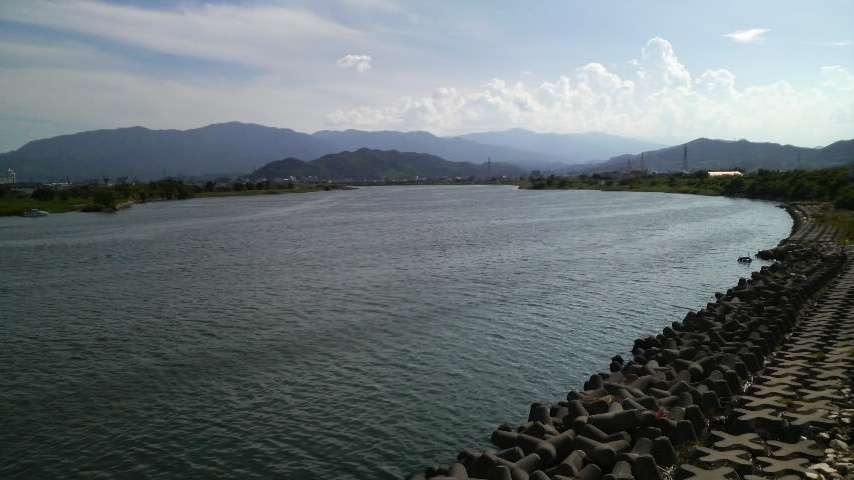
勝浦川
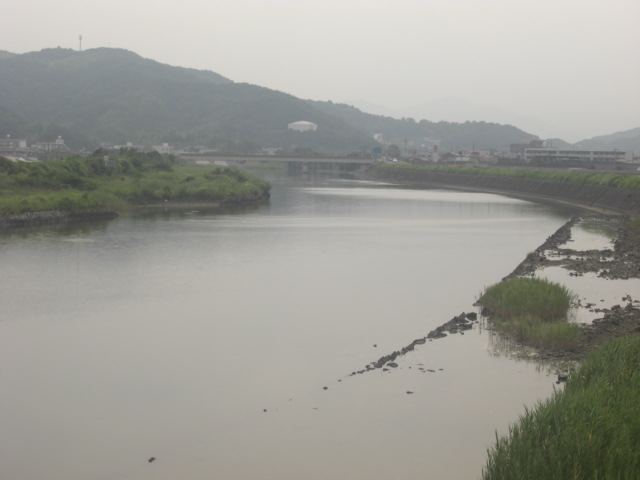
園瀬川
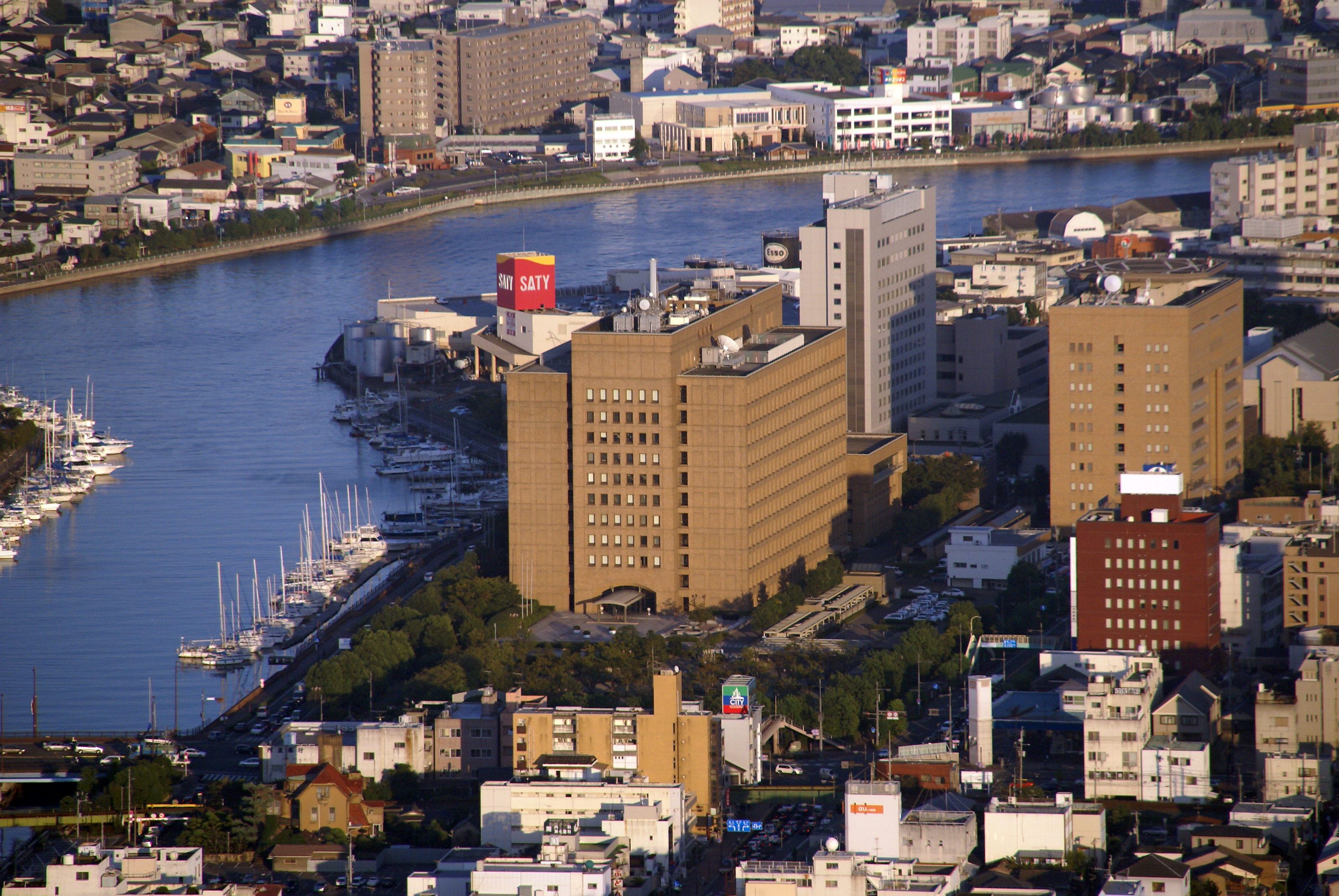
新町川
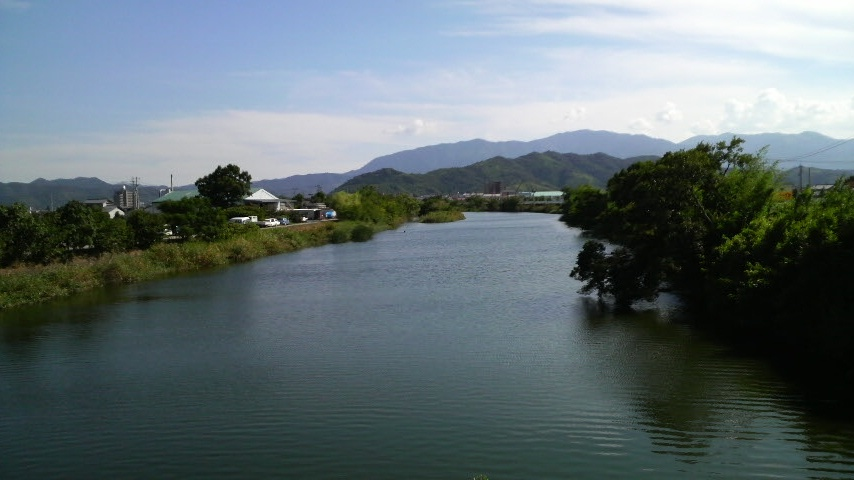
大松川
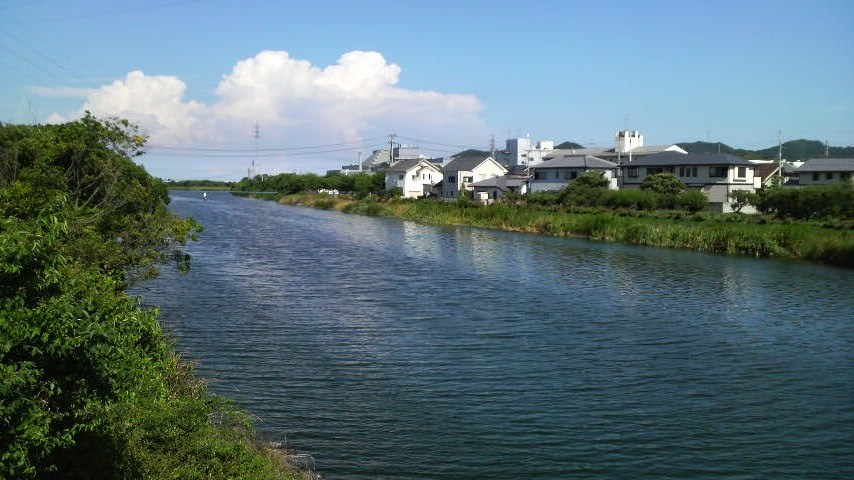
多々羅川
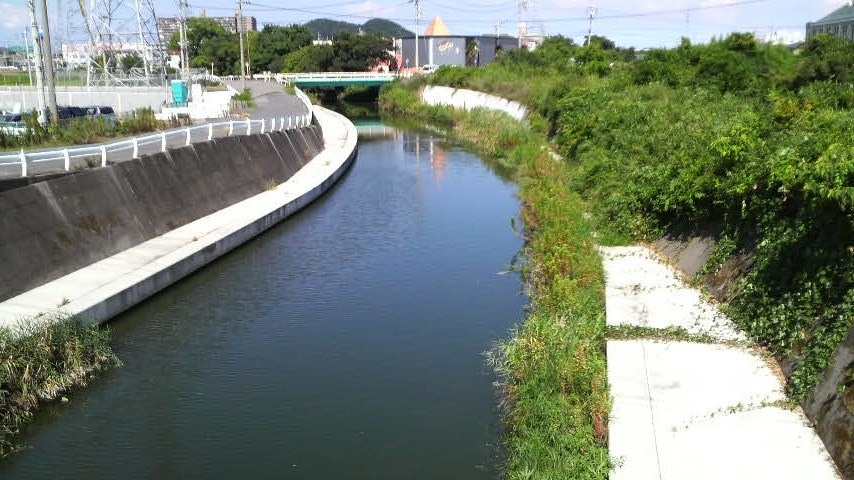
新川
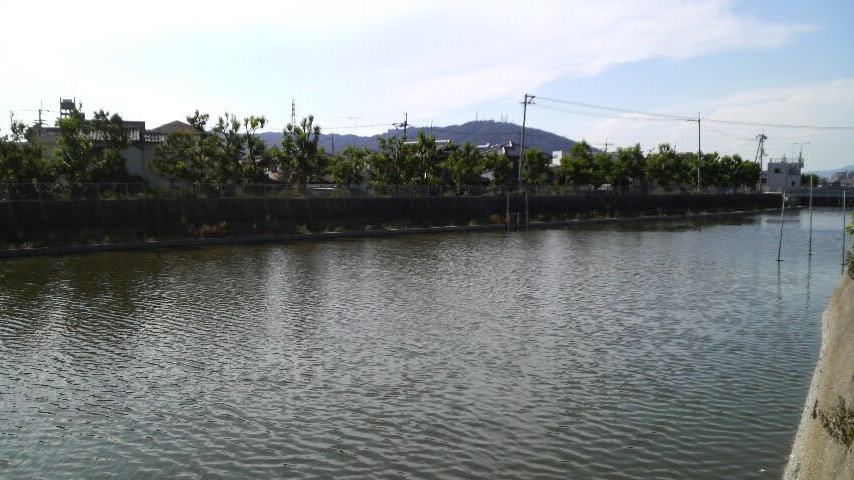
千切山川

## 教育機関
| 学校名           | 住所                    | 備考                           |
| ---------------- | ----------------------- | ------------------------------ |
| 徳島市津田中学校 | 徳島市津田西町2丁目2-14 | 津田小学校・津田幼稚園と隣接。 |
| 徳島市津田小学校 | 徳島市津田西町2丁目5-27 | 津田中学校・津田幼稚園と隣接。 |
| 徳島市津田幼稚園 | 徳島市津田西町2丁目5-34 | 津田中学校・津田小学校と隣接。 |
| わかくさ幼稚園   | 徳島市津田本町4丁目2-48 | 学校法人わかくさ学園が運営。   |

## 交通

### 道路
高速道路
- 徳島南部自動車道 - 徳島津田インターチェンジ

一般国道
- 国道55号

都道府県道
- 徳島県道29号徳島環状線
- 徳島県道120号徳島小松島線
- 徳島県道212号新浜勝浦線

## 施設
- 津田公園
- 津田砲台場公園

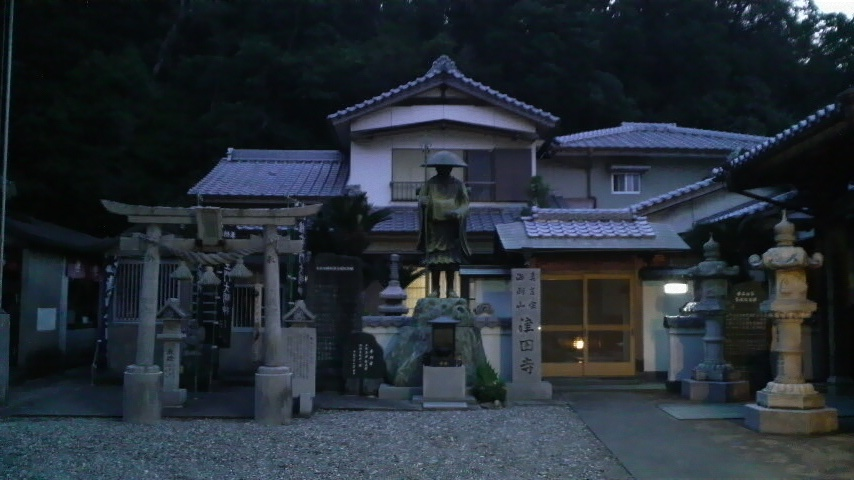
津田寺

- 津田寺 - 阿波秩父観音霊場二十六番札所。津田山麓に位置し阿波狸合戦ゆかりの地として知られる。
- 津田八幡神社 - 阿波水軍の森氏とゆかりのある神社。
- 徳島市勤労者体育館
- マルナカ徳島店
- 第一病院

## 出身者
- 新田広一郎（実業家、元サッカー選手）